# Mačkovec
Mačkovec (maďarsky Nyírvölgy) je velká vesnice v Chorvatsku v Mezimuřské župě, spadající pod opčinu města Čakovec. Nachází se asi 3 km severozápadně od Čakovce. V roce 2001 zde žilo 1 359 obyvatel ve 374 domech, v roce 2011 počet obyvatel klesl na 1 326. Název je odvozen od chorvatského výrazu pro kočku (mačka).
Mačkovcem prochází silnice D209. Sousedními vesnicemi jsou Knezovec, Krištanovec, Mihovljan, Novo Selo Rok, Slemenice a Šenkovec.